# Souvik Chakrabarti
Souvik Chakrabarti (Calcutta, 12 luglio 1991) è un calciatore indiano, difensore dell'East Bengal.

## Carriera
Ha giocato nella prima divisione indiana.

## Statistiche

### Presenze e reti nei club
Statistiche aggiornate al 17 agosto 2025.
| Stagione           | Squadra            | Campionato         | Campionato | Campionato | Coppe nazionali | Coppe nazionali | Coppe nazionali | Coppe continentali | Coppe continentali | Coppe continentali | Altre coppe | Altre coppe | Altre coppe | Totale | Totale |
| Stagione           | Squadra            | Comp               | Pres       | Reti       | Comp            | Pres            | Reti            | Comp               | Pres               | Reti               | Comp        | Pres        | Reti        | Pres   | Reti   |
| ------------------ | ------------------ | ------------------ | ---------- | ---------- | --------------- | --------------- | --------------- | ------------------ | ------------------ | ------------------ | ----------- | ----------- | ----------- | ------ | ------ |
| 2019-2020          | Hyderabad          | ISL                | 3          | 0          | SC              | -               | -               | -                  | -                  | -                  | -           | -           | -           | 3      | 0      |
| 2020-2021          | Hyderabad          | ISL                | 7          | 0          | -               | -               | -               | -                  | -                  | -                  | -           | -           | -           | 7      | 0      |
| 2021-2022          | Hyderabad          | ISL                | 12+3       | 0          | -               | -               | -               | -                  | -                  | -                  | -           | -           | -           | 15     | 0      |
| Totale Hyderabad   | Totale Hyderabad   | Totale Hyderabad   | 25         | 0          |                 | 0               | 0               |                    | -                  | -                  |             | -           | -           | 25     | 0      |
| 2022-2023          | East Bengal        | ISL                | 5          | 0          | SC              | 0               | 0               | -                  | -                  | -                  | DC          | 4           | 0           | 9      | 0      |
| 2023-2024          | East Bengal        | ISL+CPD            | 18+3       | 0          | SC              | 5               | 0               | -                  | -                  | -                  | DC          | 4           | 0           | 30     | 0      |
| 2024-2025          | East Bengal        | ISL                | 20         | 0          | SC              | 1               | 0               | AFC2+ACL           | 1+4                | 0+1                | DC          | 2           | 0           | 28     | 1      |
| 2025-2026          | East Bengal        | ISL+CPD            | 0+2        | 0          | SC              | 0               | 0               | -                  | -                  | -                  | DC          | 3           | 0           | 5      | 0      |
| Totale East Bengal | Totale East Bengal | Totale East Bengal | 48         | 0          |                 | 6               | 0               |                    | 5                  | 1                  |             | 13          | 0           | 72     | 1      |
| Totale carriera    | Totale carriera    | Totale carriera    | 73         | 0          |                 | 6               | 0               |                    | 5                  | 1                  |             | 13          | 0           | 97     | 1      |

## Palmarès

### Club

#### Competizioni nazionali
- Indian Super League: 1

Hyderabad: 2021-2022
- Super Cup: 1

East Bengal: 2024